# فضای کاربری پلان ۹
فضای کاربری پلان ۹ یک پورت از بسیاری از برنامه‌ها و کتابخانه‌های سیستم‌عامل پلان ۹ برای دیگر سیستم‌عامل‌های شبه یونیکس است. در حال حاضر این پورت بر روی سیستم‌عامل‌های مختلفی همچون لینوکس، مک اواس ده، فری‌بی‌اس‌دی، نت‌بی‌اس‌دی، اپن‌بی‌اس‌دی، سولاریس و سان‌اواس آزمایش شده است. برخی از اجرای این رابط کاربری عبارتند از:
- آرسی - پوسته پلان ۹
- ریو - سیستم پنجره‌بندی پلان ۹
- سام - یک ویرایشگر متن
- اکمه - یک رابط کاربری برای برنامه‌نویسان
- ام‌کی - ابزاری برای توسعه نرم‌افزار، مشابه میک
- پلامبر - امکاناتی برای پیام‌رسانی بین‌پروسه‌ای
- ونتی - یک سیستم ذخیره‌سازی شبکه‌ای که بلاک‌های داده را به شکل دائمی ذخیره می‌کند.

نام پروژه از فیلمی به نام طرح شماره ۹ بیرون از فضا به کارگردانی اد وود گرفته شده است.